# 宮煥文
宮煥文（康熙？年—乾隆？年），江蘇省揚州府泰州（今江蘇省泰州市）人，字樸若，清朝政治人物。雍正11年（1733年）進士出身，歷任奉天府府丞、太僕寺卿、通政使司通政使，乾隆三十二年（1767年）三月二十二日，乞假回籍修墓，而後致仕。

## 生平
康熙五十六年（1717年）:舉人。
雍正十一年（1733年）:癸丑科殿試考中二甲第65名進士，被賜予「進士出身」的功名。
乾隆三年（1738年）:四月二十五日，被記名以御史用。
乾隆四年（1739年）:九月十二日，已經升任正七品協理山東道監察御史的宮煥文，對漕運弊病上摺提議被戶部議準。同年十一月七日，宮煥文參奏河南巡撫尹會一。
乾隆十三年（1748年）:宮煥文以正五品吏部給事中的身分擔任該年的會試同考官。
乾隆十九年（1754年）:八月二十九日，已經升任正四品奉天府府丞，並且署理奉天府尹的宮煥文上奏，請求讓錦縣知縣徐寅，先不用回去丁憂，因為此時正是差務繁重的時候。因此申請讓該員素服繼續辦事。
乾隆二十一年（1756年）:八月十六日，宮煥文被升任為從三品的太僕寺卿。同年丁母憂而離官。
乾隆二十四年（1759年）:六月十七日，因丁憂結束被恢復原職，仍舊擔任太僕寺卿的職位。
乾隆三十一年（1766年）:十二月十三日，宮煥文升任正三品的通政使司通政使。
乾隆三十二年（1767年）:三月二十二日，宮煥文乞假回籍修墓。乾隆帝允之。